# Kuzmá Petrov-Vodkin
Kuzmá Serguéyevich Petrov-Vodkin, en ruso Кузьма Сергеевич Петров-Водкин (1878, Jvalynsk, actualmente óblast de Sarátov-15 de febrero de 1939, Leningrado) fue un destacado pintor y escritor ruso y soviético. 
Estudió arte en San Petersburgo gracias a una suscripción caritativa entre los comerciantes locales de la región de Sarátov. Petrov-Vodkin permaneció en San Petersburgo desde 1895 hasta 1897 estudiando en la escuela del Barón Stieglits, antes de trasladarse a la Escuela de Pintura, Escultura y Arquitectura de Moscú. Allí estudió con Valentín Serov, Isaak Levitán y especialmente con Konstantín Korovin. 

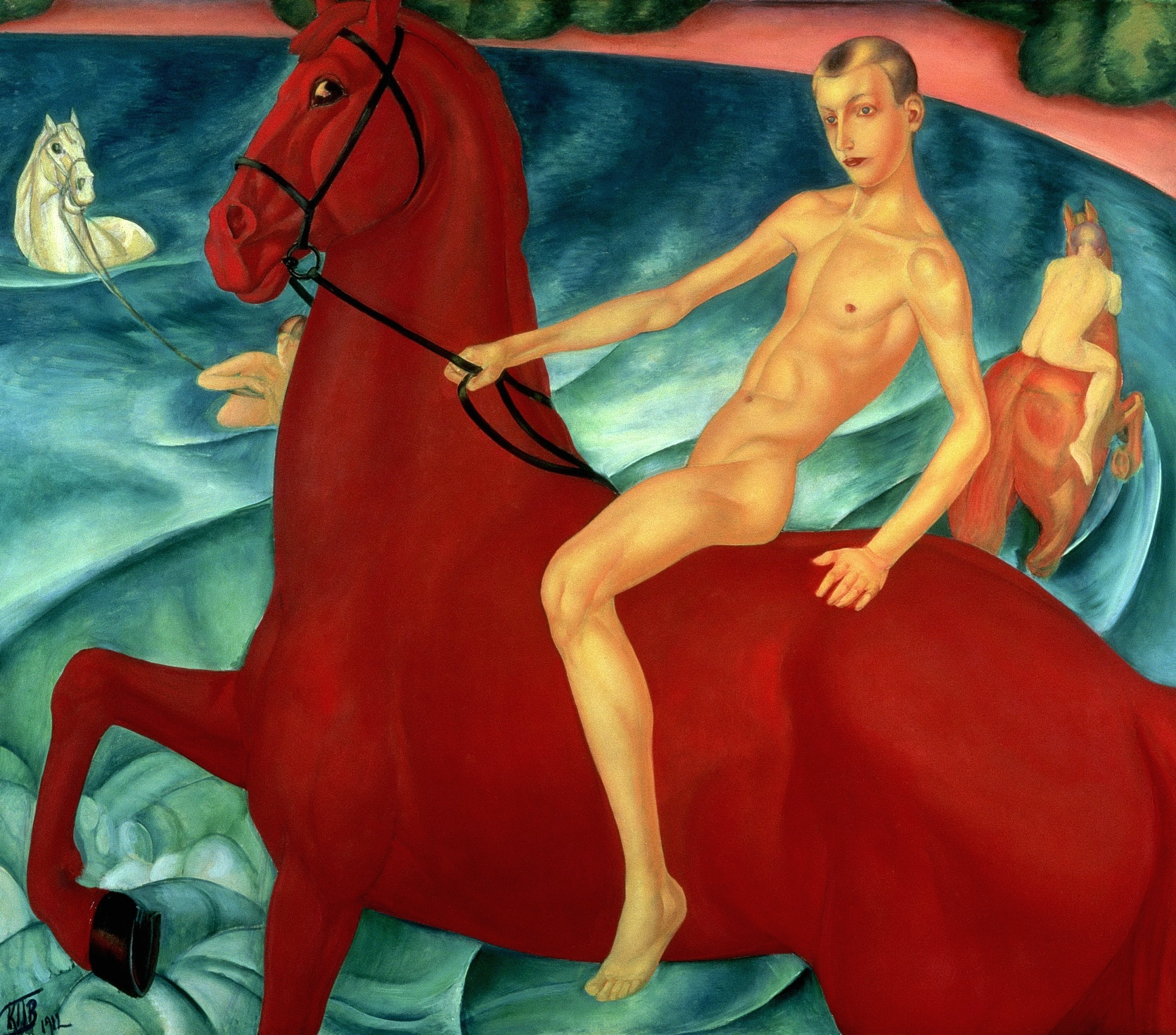
Kuzmá Petrov-Vodkin El baño del caballo rojo

Hasta mediados de los años 1960, Petrov-Vodkin fue casi olvidado en la Unión Soviética porque se alegaba que no era verdaderamente "fiel" al espíritu del realismo socialista. Sin embargo, en época de Jrushchov fue redescubierto y reinstalado como uno de los principales pintores rusos. 
Petrov-Vodkin fue también un excelente violinista semiprofesional.
Escribió los libros Jlýnovsk (1930) y Espacio de Euclides (1933). 